# Винко Росић
Винко Росић (22. мај 1941 — 9. јун 2006) био је југословенски ватерполиста.

## Спортска биографија
Рођен је 22. маја 1941. године у Сплиту. Са 11 година је почео да тренира ватерполо. Као играч је већ 1961. године освојио титулу првака Југославије са сплитским Морнаром. За први тим Морнара је наступао од 1957. до 1962. године. Једно кратко време је наступао за екипу Солариса из Шибеника.
Био је члан ватерполо репрезентације Југославије. Највећи успех је остварио на Олимпијским играма у Токију 1964. када је са репрезентацијом освојио сребрну медаљу. Има освојену сребрну медаљу на Европском првенству 1962. у Лајпцигу и бронзу у холандском Утрехту 1966. године.
Након завршетка играчке каријере, био је тренер Морнара 1973, потом од 1974. до 1976. председник клуба. Радио је једно време у ватерполо савезу Југославије. По образовању је био дипломирани инжењер.
Преминуо је у Сплиту 9. јуна 2006. у 65. години, сахрањен је на гробљу у Вису.

## Успеси
Играч
Југославија
- медаље
- сребро : Олимпијске игре Токио 1964.
- сребро : Европско првенство Лајпциг 1962.
- бронза : Европско првенство Утрехт 1966.

Морнар Сплит
- Прва лига Југославије : 1961.